# Victor Eriksson
Victor Kim Ludwig Eriksson, född 17 september 2000, är en svensk fotbollsspelare som spelar för Hammarby IF och representeras av fotbollsagenturen Full Potential Agency.

## Klubblagskarriär

### Värnamo Södra FF
Erikssons moderklubb är Värnamo Södra FF. Han debuterade för A-laget som 15-åring den 3 oktober 2015 i en match mot IF Haga i Division 3. Säsongen 2016 spelade Eriksson 15 matcher för klubben i Division 4, då de blev uppflyttade tillbaka till Division 3. Under säsongen 2017 spelade han 19 matcher för Värnamo Södra i Division 3.

### IFK Värnamo
Inför säsongen 2018 gick Eriksson till IFK Värnamo, där han inledde i klubbens ungdomslag. Eriksson debuterade för A-laget i Division 1 den 8 juni 2019 i en 2–1-vinst över Eskilsminne IF. Den 6 oktober 2019 gjorde han sitt första mål i en 3–1-seger över Lunds BK. Eriksson spelade totalt 16 matcher och gjorde ett mål under säsongen 2019. Under säsongen 2020 spelade han samtliga 30 ligamatcher och en match i Svenska cupen samt gjorde två ligamål då IFK Värnamo vann Division 1 Södra och blev uppflyttade till Superettan.
Eriksson gjorde sin Superettan-debut den 10 maj 2021 i en 1–0-vinst över Gais. Som nykomling i Superettan var han en del av IFK Värnamos lag som under säsongen 2021 blev direkt uppflyttade till Allsvenskan för första gången i klubbens historia.

### Minnesota United
I januari 2024 värvades Eriksson av Major League Soccer-klubben Minnesota United, där han skrev på ett treårskontrakt med option på ytterligare ett år.

### Hammarby IF
Den 29 juni 2024 värvades Eriksson av Hammarby IF, där han skrev på ett 4,5-årskontrakt.

## Landslagskarriär
Inför svenska landslagets januariturné i Portugal 2023 meddelade Janne Andersson att Eriksson hade platsat i laget. Eriksson gjorde sin landslagsdebut när han startade i Sveriges 2–0 vinst mot Finland den 9 januari 2023.